# Barbara Rush
Barbara Rush (ur. 4 stycznia 1927 w Denver w stanie Kolorado, zm. 31 marca 2024 w Westlake Village) – amerykańska aktorka filmowa i telewizyjna. Laureatka nagrody Złotego Globu za rolę w filmie Przybysze z przestrzeni kosmicznej (1953; w kategorii Najbardziej obiecująca nowa aktorka).

## Filmografia
Filmy:
- Zderzenie światów (1951) jako Joyce Hendron
- Przybysze z przestrzeni kosmicznej (1953) jako Ellen Fields
- Wspaniała obsesja (1954) jako Joyce Phillips
- Taza, syn Koczisa (1954) jako Oona
- Czarna tarcza rodu Falworth (1954) jako Meg Falworth, siostra Myles'a
- Kapitan Zapalczywy (1955) jako Aga Doherty
- Życie na szali (1956) jako Lou Avery
- Wszystko na kredyt (1957) jako Betty Kreitzer
- Młode lwy (1958) jako Margaret Freemantle
- Młodzi filadelfijczycy (1959) jako Joan Dickinson
- Obcy, gdy się spotykają (1960) jako Eve Coe, żona Larry’ego
- Przyjdz i zadmij w róg (1963) jako Connie
- Robin i 7 gangsterów (1964) jako Marian Stevens
- Hombre (1967) jako Audra Favor
- Księżyc wilkołaka (1972) jako Louise Rodanthe, siostra Andrew
- Can’t Stop the Music (1980) jako Norma White
- Letni kochankowie (1982) jako Jean Featherstone, matka Cathy
- Pocałunek wdowy (1996) jako Edith Fitzpatrick

Seriale TV:
- Po tamtej stronie (1963−1965) jako Leonora Edmond (gościnnie, 1964)
- Doktor Kildare (1961−1966) jako Madge Bannion (gościnnie, 1965)
- Ścigany (1963−1967) jako Marie Lindsey Gerard (gościnnie, 1965)
- Batman (1966−1968) jako Nora Clavicle (gościnnie, 1968)
- Peyton Place (1964−1969) jako Marsha Russell (w 75 odcinkach z lat 1968−1969)
- Mannix (1967−1975) jako Celia Bell / Rebekah Bigelow (gościnnie; 1968 i 1975)
- Ironside (1967−1975) jako madame Jabez / Lorraine Simms (gościnnie; 1971 i 1972)
- Ulice San Francisco (1972−1977) jako Anna Slovatzka Marshall (gościnnie, 1973)
- Wyspa Fantazji (1977−1984) jako prof. Smith-Myles / Kathy Moreau / Mildred Koster (gościnnie; 1978, 1982 i 1984)
- Statek miłości (1977−1986) jako Eleanor Gardiner (gościnnie, 1979)
- Nieustraszony (1982−1986) jako Elizabeth Knight (gościnnie, 1983)
- Magnum (1980−1988) jako Ann Carrington / Phoebe Sullivan (gościnnie; 1984 i 1987)
- Napisała: Morderstwo (1984−1996) jako Eva Taylor (gościnnie, 1987)
- Wszystkie moje dzieci (1970−2011) jako Nola Orsini (w 35 odcinkach z lat 1992−1994)
- Prawo Burke’a (1993−1995) – gościnnie (1995)
- Po tamtej stronie (1995–2002) jako Barbara Matheson (gościnnie, 1998)
- Siódme niebo (1996–2007) jako Ruth Camden (w 10 odcinkach)